# Bījegān
Bījegān (persiska: بيجگان, بيجَيگان, بيجِكان) är en ort i Iran.   Den ligger i provinsen Markazi, i den centrala delen av landet, 190 km söder om huvudstaden Teheran. Bījegān ligger 1 938 meter över havet och antalet invånare är 326.
Terrängen runt Bījegān är lite bergig. Runt Bījegān är det ganska glesbefolkat, med 31 invånare per kvadratkilometer. Närmaste större samhälle är Delījān, 14,0 km sydväst om Bījegān. Trakten runt Bījegān består i huvudsak av gräsmarker.